# Ferrari Purosangue
Ferrari Purosangue (ит. «Чистокровный») (Type F175) — высокопроизводительный SUV итальянского производителя автомобилей Ferrari, представленный 13 сентября 2022 года. Это первый внедорожник Ferrari и серийный 4-дверный автомобиль, конкурирующий с другими высокопроизводительными SUV, такими как Lamborghini Urus, Porsche Cayenne и Aston Martin DBX.
Purosangue основан на той же платформе, что и купе Ferrari Roma, и выполнен в стиле фастбэк. У него открывающиеся вперед задние двери и центральная стойка. Эта конфигурация облегчает посадку и выход на заднее сиденье.

## Название

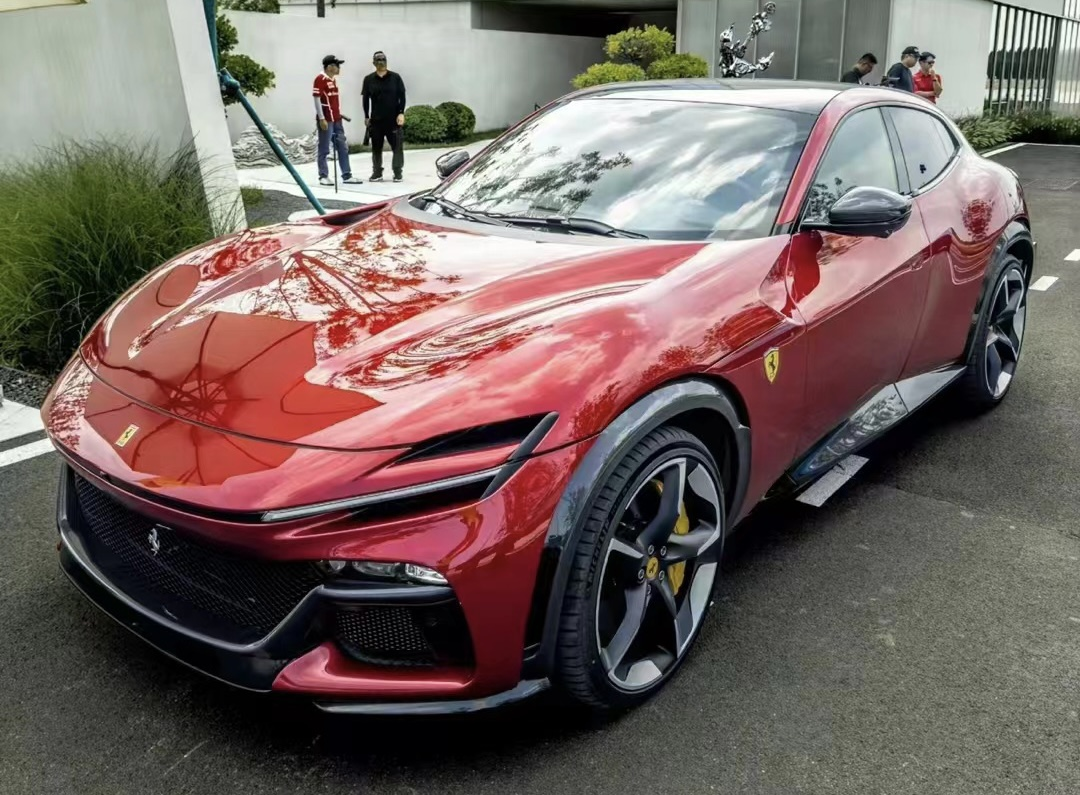
Ferrari Purosangue вид спереди

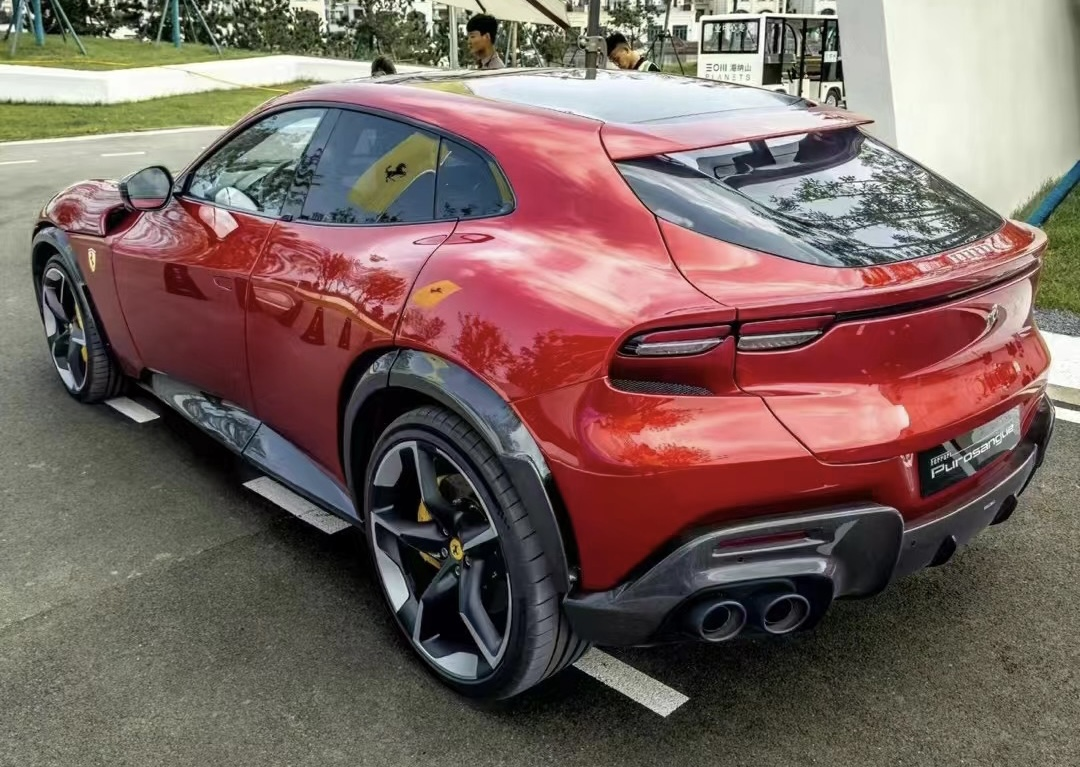
Ferrari Purosangue вид сзади

Ferrari Purosangue названа в честь породы лошадей. В 2020 году Ferrari попыталась зарегистрировать товарный знак Purosangue, однако организация Purosangue Foundation заблокировала Ferrari от регистрации товарного знака, в результате чего автопроизводитель подал иск против организации за права на наименование.

## Разработка
Разработка внедорожника Ferrari под кодовым названием F175 началась в 2017 году, на неё намекал тогдашний генеральный директор Ferrari Серджио Маркионне, а позже было официально подтверждено в сентябре 2018 года. Purosangue был представлен 13 сентября 2022 года для модели 2023 года.
Шпионские снимки тестового Ferrari Purosangue впервые появились в Интернете 22 октября 2018 года, в качестве основы прототипа использовался Ferrari GTC4Lusso. Ferrari Purosangue появился на просочившихся изображениях в феврале 2022 года. Месяц спустя Ferrari опубликовала частичное изображение Purosangue.

## Технические характеристики
Purosangue оснащен бензиновым двигателем F140IA V12 объёмом 6,5 л с максимальной мощностью 533 кВт (715 л. с., 725 л. с.) при 7750 об/мин и максимальным крутящим моментом 716 Нм (73,0 кгм; 528 фунт-фут) при 6250 об/мин. Ferrari заявляет, что он разгоняется до 100 км/ч (62 миль в час) за 3,3 секунды и достигает максимальной скорости 311 км/ч (193 мили в час).
Необычная система полного привода аналогична той, которая была представлена на FF и позже использовалась в GTC4 Lusso, он работает только на первых четырёх передачах и на скорости примерно до 200 км/ч (124 миль в час), приводя в движение задние колеса только при превышении этой скорости. Полноприводное рулевое управление входит в стандартную комплектацию. Внедорожник использует восьмиступенчатую автоматическую коробку передач с двойным сцеплением.